# Penstemon degeneri
Espèce
Penstemon degeneri  est une espèce de plantes de la famille des Plantaginacées, originaire d'Amérique du Nord. Elle est connue sous le nom de       Degener Beardtongue en anglais.

## Description
Cette espèce est pérenne, native du Colorado et peut atteindre 40cm de haut. Les fleurs sont généralement de couleur bleue.